# Roblox Studio
Roblox Studio — кроссплатформенный игровой движок от Roblox Corporation, позволяющий создавать и опубликовывать собственные игры на Roblox; по состоянию на 30 июня 2022 года более 12 млн пользователей Roblox создали минимум один опыт на Roblox Studio. Идея его создания Дэвиду Базуки пришла от Interactive Physics.

## Обзор
Roblox Studio рассчитан исключительно на создание трёхмерных игр, интерфейса к ним и внутриигровых вещей для Roblox; имеет встроенные редактор Luau, инструменты управления игровой средой, шаблоны игр и плагины. Также есть Toolbox (или же Creator Marketplace), представляющий собой хранилище моделей, изображений, аудио, плагинов и другого контента, создаваемого сообществом Roblox и его администраторами.

## История

### Популярность
Ускоренный рост популярности Roblox с 2006 года был связан с появлением системы создания игр.

### В образовании
Идея создать Roblox Studio Дэвиду Базуки пришла от программы под названием Interactive Physics (с англ. — «Интерактивная Физика») — двухмерно-моделирующей физической лаборатории, вышедшей в 1989 году, использовавшейся студентами по всему миру, чтобы увидеть, как, например, разобьются две машины, или чтобы построить разрушаемые здания. Дэвид и Эрик Кассел, по их словам, были удивлены работами детей и подростков в ней, благодаря чему вдохновились воспроизвести то же самое, но в гораздо большем масштабе; в 2006 году Roblox Studio стал доступен каждому пользователю Roblox, после чего так же стал использоваться для обучения детей и подростков.
Luau — язык программирования с открытым исходным кодом, производный от Lua 5.1, используемый в Roblox Studio, а также по мнению его разработчиков, являющийся подходящим для подростков и начинающих в программировании. Изначально для управления игровой средой в движке использовался Lua, но после была сделана эта упрощённая его версия.

### Обвинения
Иногда Roblox обвиняют в эксплуатации детей, так как большая часть игр в Roblox сделана его пользователями, возраст которых обычно не больше 16.

## Игры
Игры в Roblox называются Experiences. По состоянию на 2020 год Roblox Corporation сообщала, что более 2 миллионов разработчиков используют Roblox Studio для создания свыше 20 миллионов игр в год. Также отмечалось, что большинство этих разработчиков — несовершеннолетние. Хотя некоторые из них не зарабатывают денег на создании игр в Roblox, платформа, тем не менее, помогает обучать людей основам игрового дизайна и программирования. Gucci, Nike, NARS Cosmetics и другие крупные бренды также создали (создают) свои игры на Roblox Studio, позволяющие примерить их товар в Roblox и активно сотрудничают с Roblox Corporation.

### Заработок
Robux — это внутриигровая валюта Roblox, позволяющая совершать исключительно внутриигровые покупки. Помимо покупки её на сайте Roblox, а также создания платных внутриигровых вещей, стоимость которых измеряется в ней же, их можно заработать со своей игры, если она монетизирована. А после, по желанию, обменять на реальную валюту по программе «Developer Exchange» (DevEx), но только заработанные с игры и только если разработчик соответствует определённым требованиям.